# Czochas slott

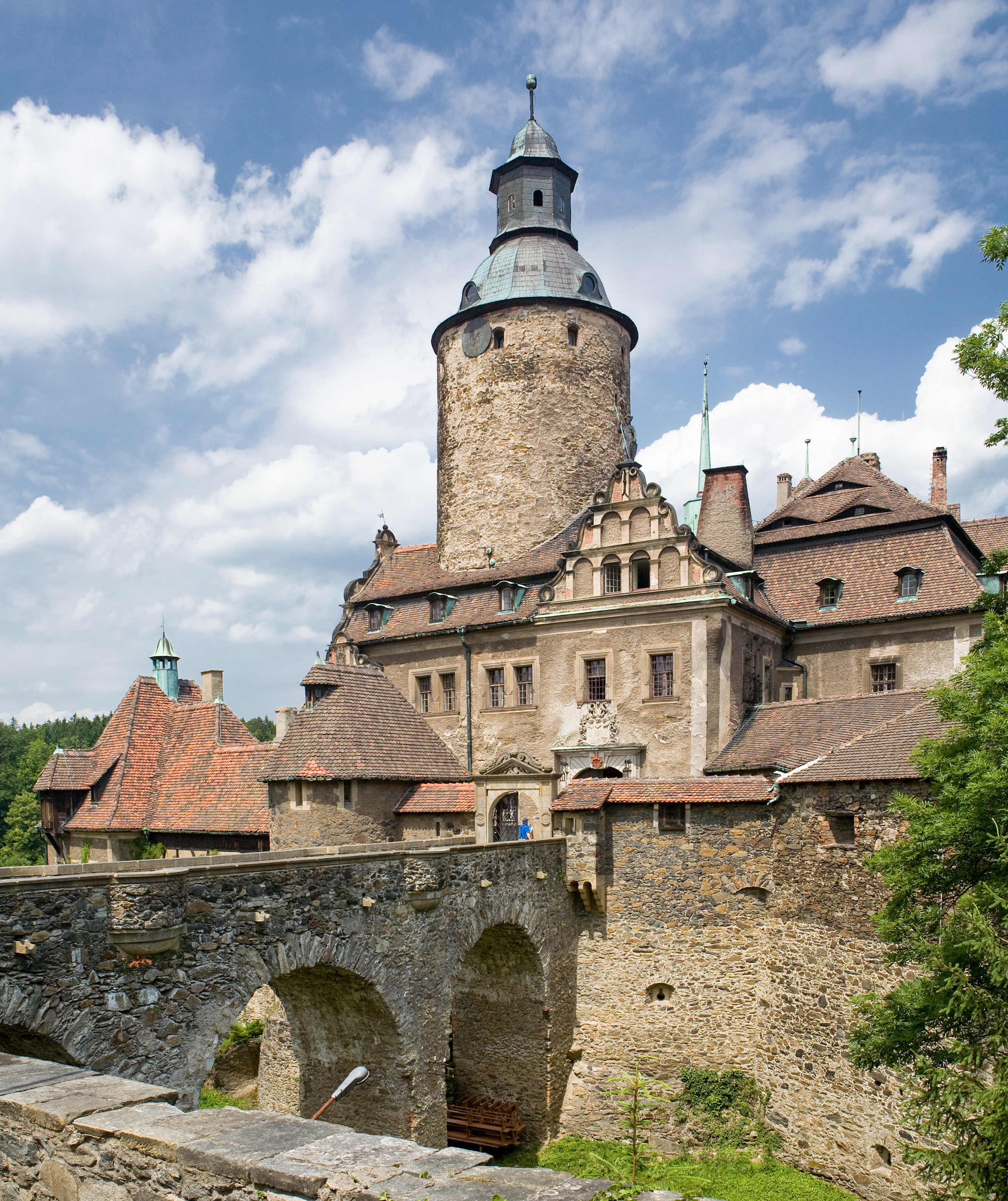
Slottet sett från huvudporten.

Czochas slott, (polska: Zamek Czocha, tyska: Burg Tzschocha), är ett medeltida slott i byn Sucha i sydvästra Polen, tillhörande Leśnas kommun i Nedre Schlesiens vojvodskap. Slottet ligger 4 kilometer öster om staden Leśna på en udde som sticker ut på södra stranden av floden Kwisa.

## Historia
Borgen uppfördes ursprungligen under andra halvan av 1200-talet, som gränsbefästning i Oberlausitz gentemot Schlesien, under huset Askaniens eller de böhmiska kungarnas tid som herrar i Oberlausitz. I skrift omnämns borgen första gången 1329, och ska ha givits bort i hemgift 1316 av den böhmiske kungen Wencel II, i samband med hans dotter Agnes giftermål med den schlesiske hertigen Henrik I av Schweidnitz-Jauer. Efter Henrik I:s död 1346 återgick slottet till den böhmiska kronan. Under 1300-talet och 1400-talet kom det böhmiska länet att styras av adelssläkterna Dohna och Nostitz. Borgen skadades under husiterkrigen på 1400-talet och kom under Johann von Nostitz därefter att byggas om till ett renässansslott under 1500-talet. 
Genom Pragfreden 1635 tillföll området Kurfurstendömet Sachsen.
Slottet renoverades efter en brand 1793, samt genomgick en ombyggnad i nygotisk stil 1910 under den nye ägaren Ernst Gütschow. 1945 tillföll området Polen efter andra världskriget, och slottet plundrades på stora delar av inredningen i samband med krigsslutet. 1952 blev slottet rekreationsboende för anhöriga till militärer. Sedan 1996 är slottet hotell.